# Weezer (Blue Album)
Weezer, generalment referenciat com Blue Album pel color de la portada (en català, l'àlbum blau), és l'àlbum de debut de la banda de rock alternatiu Weezer. Es va publicar el 10 de maig de 1994 per Geffen Records amb la producció de Ric Ocasek. Es van llançar tres senzills d'aquest àlbum, dels quals els dos primers van esdevenir cançons molt populars i van provocar que el grup aconseguís l'èxit ràpidament. Cap a la fi de l'any 2007 es van comptabilitzar més de tres milions de còpies venudes només als Estats Units, de manera que ha estat certificat amb un triple disc de platí. La seva màxima posició va ser la setzena a les llistes estatunidenques i actualment, continua sent l'àlbum més venut del grup.

## Informació
Weezer es va crear el 14 de febrer del 1992 a Los Angeles amb la formació inicial de Rivers Cuomo, Patrick Wilson, Matt Sharp, i Jason Cropper. Durant aquesta època actuaven en petits locals pels voltants de Los Angeles i es van adonar que començaven a tenir un grup de seguidors que els acompanyava a molts concerts. Així doncs van decidir gravar la primera maqueta anomenada The Kitchen Tapes. Aquest treball va atraure l'atenció de segells discogràfics més importants i finalment van signar amb DGC Records, subsidiària de Geffen Records, a mitjans del 1993. El grup tenia la intenció d'autoproduir-se l'àlbum, però per pressions de la discogràfica, van haver d'escollir un productor, que finalment va ser Rik Ocasek, líder del grup The Cars.
El grup va assajar quinze cançons per formar l'àlbum durant les sessions preparatòries a la gravació. Durant la gravació als estudis Electric Lady Studios de Nova York es van escollir les deu cançons que van conformar el primer àlbum d'estudi de la banda. Les cançons rebutjades van ser "Lullaby for Wayne", "I Swear It's True", "Getting Up and Leaving", una nova versió de "In The Garage" i "Mykel and Carli", que fou gravada un any després com a cara B. Per altra banda, el guitarrista original Jason Cropper va abandonar la banda i va ser substituït per Brian Bell. Cropper apareix igualment ens els crèdits de l'àlbum perquè es va mantenir la introducció de la cançó «My Name Is Jonas» que havia escrit, però Rivers Cuomo es va encarregar regravar les seves parts de guitarra de totes les cançons.
La majoria del material està compost exclusivament pel líder del grup, Rivers Cuomo, excepte tres cançons: "My Name Is Jonas" que ho va fer juntament amb l'exguitarrista Jason Cropper i el bateria Patrick Wilson, i "Surf Wax America" i "The World Has Turned and Left Me Here", compostes per Cuomo i Wilson. Les lletres de les cançons parlen d'experiències viscudes per Cuomo sobre temes com accidents, gelosia, alcohol, exxicotes i divorcis. Els videoclips dels senzills va ser molt populars i van rebre diversos premis MTV.
La portada, realitzada per Todd Sullivan, presenta als quatre components del grup (d'esquerra a dreta), Patrick Wilson, Rivers Cuomo, Matt Sharp i Brian Bell mirant enfront davant un fons blau. Aquesta imatge també es va utilitzar per a la publicitat de l'àlbum. Pel que fa a les edicions de vinil, la imatge és la mateixa excepte que està retallada pels peus. La imatge dels peus retallada apareix en la contraportada de l'edició Deluxe Edition i també es va utilitzar en el marxandatge. En el llibret apareixen moltes fotografies de Rivers Cuomo quan era seguidor de la música heavy metal.
La publicació de The Blue Album es va produir el 10 de maig de 1994. En finalitzar l'any, l'àlbum va ser certificat amb un disc de platí. Actualment està certificat amb triple disc de platí als Estats Units. A les llistes de vendes d'àlbums, la posició màxima va ser la setzena a la Billboard 200. L'edició deluxe de l'àlbum es va llançar el 23 de març de 2004. Aquest incloïa una versió remasteritzada de l'àlbum original i un segon disc titulat Dusty Gems and Raw Nuggets de cares B i rareses. A la fi de l'any 2007 s'havien comptabilitzat un total de 86.000 vendes d'aquesta reedició.
La crítica va valorar positivament el llançament de l'àlbum destacant que la seva música era encantadora i que representaven un nou aire al rock alternatiu. Amb el pas dels anys, The Blue Album ha esdevingut un dels treballs més valorats dels anys 90 apareixent en diverses compilacions d'aquesta dècada. Per exemple, la revista Rolling Stone el va situar en la posició 297 dins la llista dels 500 millors àlbums de tota la història. En una enquesta d'aquesta revista l'any 2002, els seus lectors el van situar en el lloc 21 dels millors discs de tot el temps. Diversos mitjans de tot el món també el van destacar com un dels millors àlbums de la dècada.

## Llista de cançons
Totes les cançons foren escrites i compostes per Rivers Cuomo, excepte les indicades. 
| Núm.          | Títol                                   | Composició             | Durada |
| ------------- | --------------------------------------- | ---------------------- | ------ |
| 1.            | «My Name Is Jonas»                      | Cuomo, Wilson, Cropper | 3:24   |
| 2.            | «No One Else»                           |                        | 3:04   |
| 3.            | «The World Has Turned and Left Me Here» | Cuomo, Wilson          | 4:19   |
| 4.            | «Buddy Holly»                           |                        | 2:39   |
| 5.            | «Undone (The Sweater Song)»             |                        | 5:05   |
| 6.            | «Surf Wax America»                      | Cuomo, Wilson          | 3:06   |
| 7.            | «Say It Ain't So»                       |                        | 4:18   |
| 8.            | «In the Garage»                         |                        | 3:55   |
| 9.            | «Holiday»                               |                        | 3:24   |
| 10.           | «Only in Dreams»                        |                        | 7:59   |
| Durada total: | Durada total:                           | Durada total:          | 41:17  |

### Edició Deluxe
El disc de bonificació de l'edició Deluxe es titula Dusty Gems and Raw Nuggets.
| Núm. | Títol                                  | Composició             | Durada |
| ---- | -------------------------------------- | ---------------------- | ------ |
| 1.   | «Mykel and Carli»                      |                        | 2:53   |
| 2.   | «Susanne (remix)»                      |                        | 2:47   |
| 3.   | «My Evaline»                           |                        | 0:44   |
| 4.   | «Jamie»                                |                        | 4:19   |
| 5.   | «My Name Is Jonas (live)»              | Cuomo, Wilson, Cropper | 3:19   |
| 6.   | «Surf Wax America (live)»              | Cuomo, Wilson          | 4:01   |
| 7.   | «Jamie (acoustic live)»                |                        | 4:03   |
| 8.   | «Undone (The Sweater Song) (demo)»     |                        | 5:33   |
| 9.   | «Paperface»                            |                        | 3:01   |
| 10.  | «Only in Dreams (demo)»                |                        | 5:47   |
| 11.  | «Lullaby for Wayne»                    |                        | 3:36   |
| 12.  | «I Swear It's True»                    |                        | 2:57   |
| 13.  | «Say It Ain't So (original album mix)» |                        | 4:16   |

## Posicions en llista
| Llista (1999) | Posició |
| ------------- | ------- |
| Billboard 200 | 16      |
| UK Top 40     | 23      |
| Països Baixos | 48      |
| Nova Zelanda  | 6       |
| Noruega       | 35      |
| Finlàndia     | 22      |
| Bèlgica       | 19      |

## Personal
- Rivers Cuomo – veu, guitarra solista, teclats
- Patrick Wilson – bateria
- Brian Bell – guitarra rítmica, veu addicional
- Matt Sharp – baix, veu addicional
- Ric Ocasek – productor
- Chris Shaw - enginyeria